# Bobonaro (municipalité)
Bobonaro est une municipalité du Timor-Oriental. La capitale est la ville de Maliana.

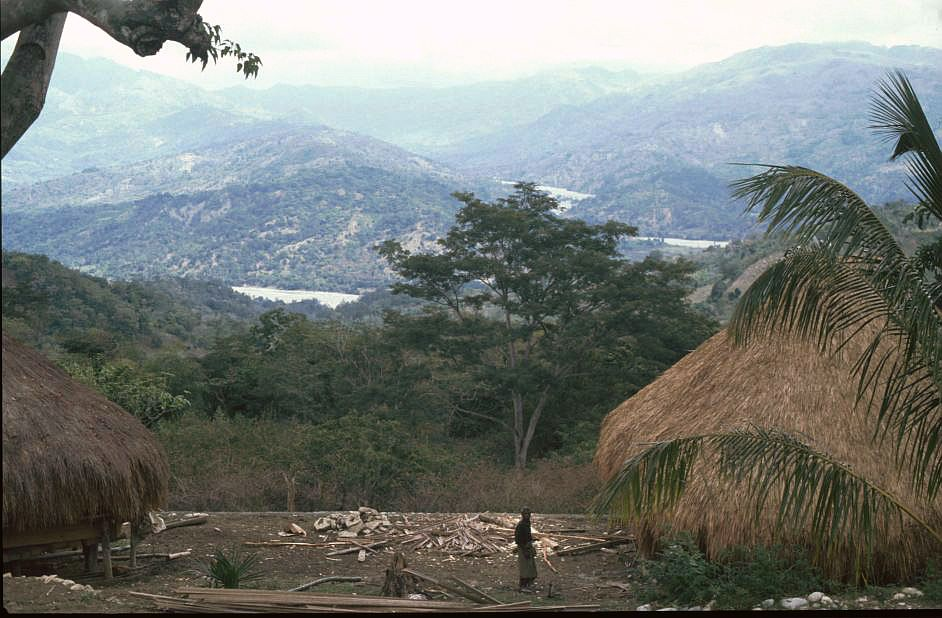
Près de Maliana

La municipalité est elle-même subdivisée en 6 postes administratifs :

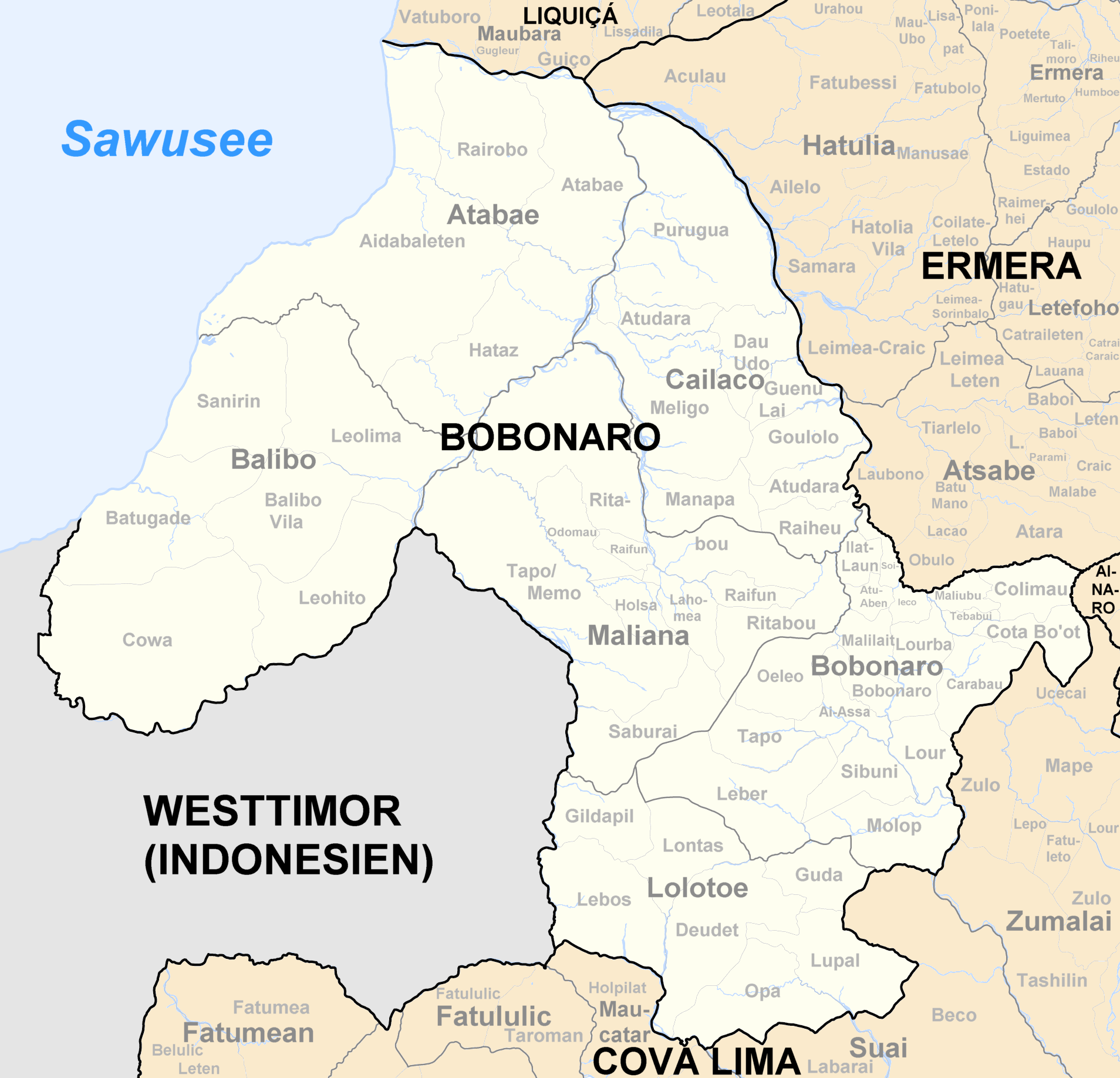
Subdivisions de municipalité

- Atabae
- Balibó
- Bobonaro (la capitale : Bobonaro)
- Cailaco
- Lolotoi
- Maliana